# Mexique aux Jeux mondiaux de 2013
Cet article contient des informations sur la participation et les résultats du Mexique aux Jeux mondiaux de 2013 à Cali en Colombie.

## Médailles

### Or
| Sport              | Discipline    | Sportifs                  |
| Médailles d'or : 3 |               |                           |
| Ju-Jitsu           | Ne-Waza Homme | Dan Melvin Schon Weinberg |
| Racquetball        | Simple Homme  | Polo Gutierrez            |
| Racquetball        | Simple Femme  | Paola Longoria (es)       |

### Argent
| Sport                 | Discipline   | Sportifs       |
| Médaille d'argent : 1 |              |                |
| Racquetball           | Simple Homme | Gilberto Mejia |

### Bronze
| Sport                                      | Discipline                           | Sportifs                           |
| Médailles de bronze : 3 (+1 démonstration) |                                      |                                    |
| Bowling                                    | Double mixte                         | Sandra Góngora (en) Alejandro Cruz |
| Roller de vitesse                          | Route - Contre la montre 200 m Homme | Jorge Luis Martínez                |
| Ski nautique et Wakeboard                  | Wakeboard - Freestyle Femme          | Larisa Aminta Morales Gonzalez     |
| Wushu (dem.)                               | Changquan - Homme                    | Luis Felipe Álvarez Rosas (es)     |